# Câmbio automático

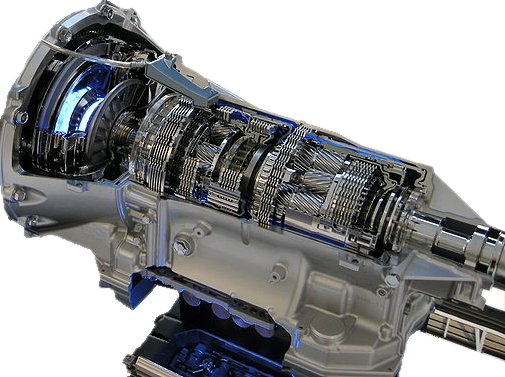
Uma transmissão automática.

O câmbio automático (português brasileiro) ou mudanças automáticas (português europeu) é um sistema empregado em automóveis e motocicletas para troca de marchas realizada pelo sistema de transmissão do automóvel, que detecta a relação entre a velocidade (km/h) e a rotação do motor (rpm) para decidir pela troca automática da marcha. Desta forma, o sistema se propõe a manter a rotação do motor quase constante e o câmbio, automaticamente, faz a troca das marchas. Nos sistemas modernos com câmbio automático, a troca das marchas está quase imperceptível ao motorista.
Esse tipo de transmissão costuma ter uma vida útil maior quando comparado ao câmbio manual,por exigir menos intervenção humana, evitando trocas incorretas,mas que podem ser bruscas ou desgastantes quando o câmbio é mal estudado ou mal planejado.

## História
A transmissão automática foi inventada em 1921 por Alfred Horner Munro, de Regina, em Saskatchewan, no Canadá, e patenteada em 1923. Por ser engenheiro de vapor, Munro projetou seu dispositivo para usar ar comprimido em vez de fluido hidráulico e, por isso, sua invenção não tinha potência e nunca encontrou aplicação comercial.
A primeira transmissão automática usando fluido hidráulico foi desenvolvida em 1932 por dois engenheiros brasileiros, José Braz Araripe e Fernando Lehly Lemos; posteriormente, o protótipo e o projeto foram vendidos para a General Motors, que os introduziram a tecnologia no modelo Oldsmobile de 1940 como transmissão "Hydra-Matic". No entanto, um artigo publicado pelo Wall Street Journal credita a empresa alemã de autopeças ZF Friedrichshafen pela invenção, que teria ocorrido logo após a Primeira Guerra Mundial.
O também brasileiro Gladimir Kohnlein patenteou a Transmissão Mecânica Variadora de Velocidade Inversora e Finita (TMVVIF), um sistema que pode ser empregado em cadeiras de rodas motorizadas e automóveis e reduz o desgaste do motor, além de proporcionar pelo menos 20% de economia de combustível.

## Funcionamento
Ao contrário do sistema de câmbio manual, onde se trabalha com engrenagens de tamanhos diferentes e engatadas individualmente, no câmbio automático utiliza-se o sistema de engrenagens planetárias. Elas possuem tamanhos diferentes, mas todas elas estão sempre engatadas entre si, a relação da força é dada de acordo com a ordem que essas engrenagens estão conectadas.

## Vantagens e desvantagens
- Vantagens:

1. Facilidade, conforto, segurança, maior durabilidade do motor e de todos os componentes da transmissão (caixa, eixos, diferencial, etc).

- Desvantagens:

1. maior consumo de combustível porque o conversor de torque desperdiça parte da energia mecânica transferida pelo motor;[8]
2. custo elevado em relação ao câmbio manual (essencialmente pela baixa procura; observa-se o oposto em países nos quais a popularidade do câmbio automático é maior que a do câmbio manual, como nos Estados Unidos). Outra desvantagem é o fato de, a cada 50 000 quilômetros rodados, em média, se fazer necessária a troca do fluido (em geral muito mais caro que na transmissão manual). Qualquer defeito que ocorrer no equipamento, o custo de reparo pode chegar entre 20% e 40% do valor de venda do veiculo. Dependendo do ano e modelo, poderá ultrapassar essa percentagem.[carece de fontes?]

## Configuração

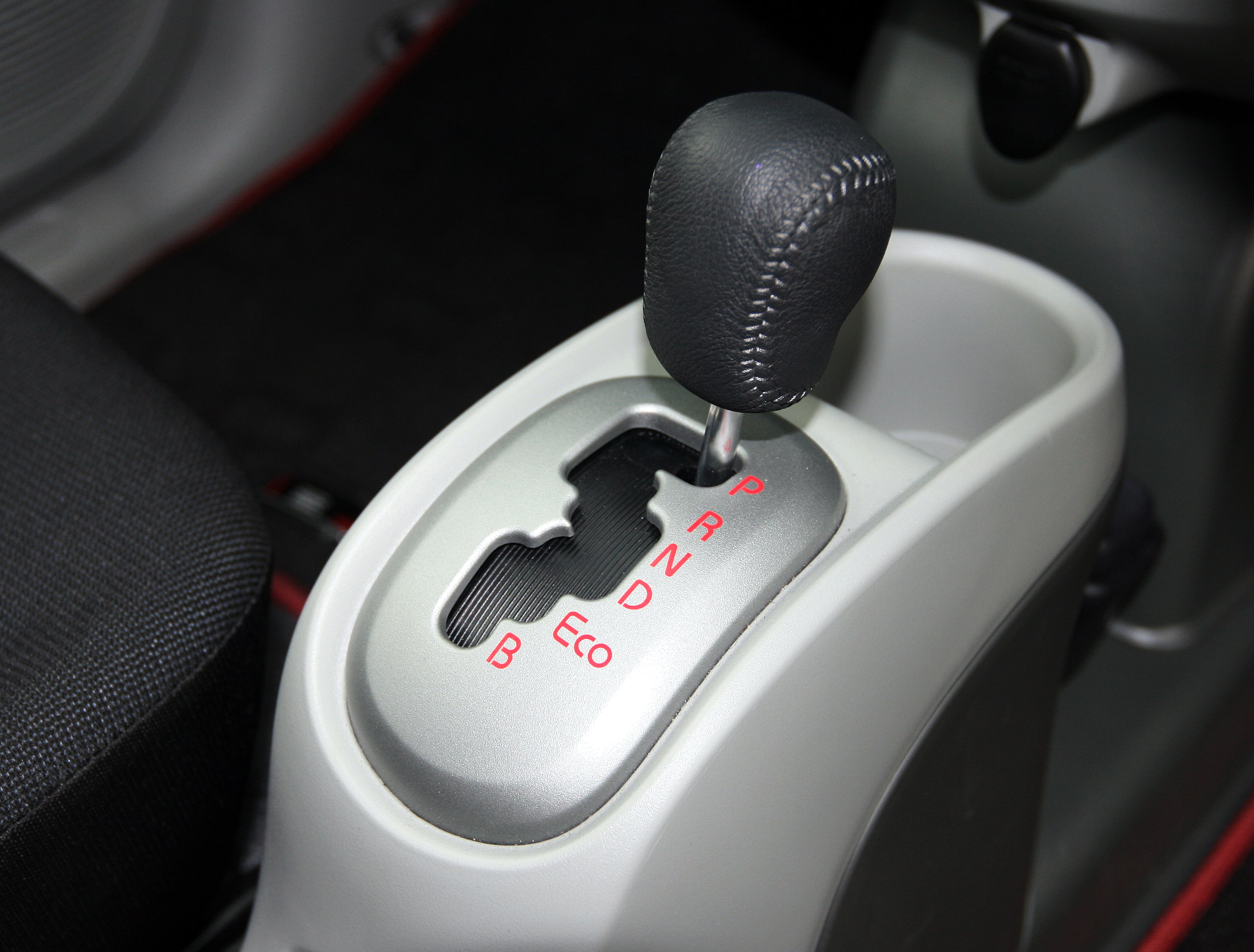
Esquema do câmbio automático

Normalmente, o câmbio automático apresenta as seguintes opções:
- P - Park: para estacionar, recomendado para dar a partida e desligar o motor do automóvel. Bloqueia as rodas de tração.
- R - Reverse: marcha-a-ré.
- N - Neutral: ponto morto. Posição que pode ser usada ao dar a partida e desligar. Não bloqueia as rodas de tração.
- D - Drive: para movimentar o veículo para frente, usado na maior parte do tempo de direção.
- 4 - 3 - 2 - 1: Posições que permitem o bloqueio das marchas 4, 3, 2 e 1. O bloqueio é usado em situações extremas quando o veículo troca várias vezes de uma marcha para outra. Por exemplo, em um aclive acentuado, ao se colocar na posição 2, impede-se o veículo de automaticamente trocar para a posição 3. Dessa forma bloqueia-se uma posição de marcha específica e não ocorre a troca automática entre elas. O mesmo procedimento é usado no freio motor.